# Попрікань (комуна)
Попрікань, Попрікані (рум. Popricani) — комуна у повіті Ясси в Румунії. До складу комуни входять такі села (дані про населення за 2002 рік):
- Винеторі (1149 осіб)
- Вултурі (888 осіб)
- Кирліг (618 осіб)
- Коту-Морій (270 осіб)
- Куза-Воде (580 осіб)
- Моймешть (449 осіб)
- Попрікань (2314 осіб)
- Редіу-Мітрополієй (140 осіб)
- Ципілешть (327 осіб)

Комуна розташована на відстані 335 км на північ від Бухареста, 15 км на північ від Ясс.

## Населення
За даними перепису населення 2002 року у комуні проживали 6735 осіб.
Національний склад населення комуни:
| Національність   | Кількість осіб | Відсоток |
| ---------------- | -------------- | -------- |
| румуни           | 6726           | 99,9%    |
| росіяни-липовани | 5              | 0,1%     |
| цигани           | 1              | < 0,1%   |
| українці         | 1              | < 0,1%   |

Рідною мовою назвали:
| Мова      | Кількість осіб | Відсоток |
| --------- | -------------- | -------- |
| румунська | 6732           | > 99,9%  |
| російська | 1              | < 0,1%   |

Склад населення комуни за віросповіданням:
| Релігія        | Кількість осіб | Відсоток |
| -------------- | -------------- | -------- |
| православні    | 6515           | 96,7%    |
| бретрени       | 88             | 1,3%     |
| п'ятдесятники  | 46             | 0,7%     |
| адвентисти     | 25             | 0,4%     |
| римо-католики  | 14             | 0,2%     |
| баптисти       | 14             | 0,2%     |
| лютерани       | 7              | 0,1%     |
| старообрядці   | 5              | 0,1%     |
| греко-католики | 3              | < 0,1%   |